# 小沢通宏
小沢 通宏（小澤 通宏、おざわ みちひろ、1932年12月25日 - ）は、栃木県宇都宮市出身の元サッカー日本代表、サッカー指導者。
1962年第2回日本年間最優秀選手賞（フットボーラー・オブ・ザ・イヤー）受賞のディフェンダー。2014年日本サッカー殿堂入り。

## 来歴

### 若年期
生まれは兵庫県。父親の仕事の関係で東京に移り住み、太平洋戦争中に宇都宮市へ疎開し、以降宇都宮に住む。幼少期には体は弱く、激しい運動は両親に止められていたほどだった。
栃木県立宇都宮高等学校入学とともに、親の反対を押し切ってサッカーを始める。FW岩淵功とともに活躍、高校1年から全国高等学校蹴球選手権大会（現全国高等学校サッカー選手権大会）に出場、高校2年時に準優勝、3年時に優勝を果たす。当時の宇都宮高は背の高い選手が多く小沢もその一人であり“超高校級チーム”と謳われた。この選手権優勝は栃木県勢としては2014年現在でも唯一のものである。
教員を目指し、大学は東京教育大学（現筑波大学）へ進学、サッカー部へ入部する。大学1年から試合出場し、大学3年時には関東大学サッカーリーグ戦優勝に貢献した。また大学3年時に日本代表合宿に初めて呼ばれている。大学4年時には第3回全日本大学サッカー選手権大会優勝に貢献した。

### 東洋工業入社
大学を卒業後、1955年東洋工業（現・マツダ）へ入社。東洋工業蹴球部（のちのマツダSC、現サンフレッチェ広島F.C）に所属し、小畑実監督の下、ハーフバックとして下村幸男、石井義信、北島秀夫らとともに活躍。1962年の国体初優勝、全国実業団選手権優勝などに貢献、同年第2回日本年間最優秀選手賞（フットボーラー・オブ・ザ・イヤー）を受賞した。

### 日本代表と五輪
一方、日本代表（全日本）では、1955年に東京アジア大会に向けた若返りの一環として八重樫茂生とともに若手の一人としてB代表に選出され、1955年メルボルンオリンピックアジア予選でA代表に初出場すると、その後は代表の常連となり殆どの試合に出場した。長沼健が監督を務めていた1960年から64年までキャプテンとなり守備の中心選手だった。
メルボルン五輪アジア予選は韓国代表と2戦、初戦は岩淵のゴールなどで2-0で快勝、2戦目は逆に0-2で負け、抽選の上でメルボルン五輪出場を決めた。当たりくじを引いた後、みんなで万歳して喜んだと回想している。1956年メルボルン五輪では地元オーストラリア代表相手に0-2で負けてしまった。小沢はこの敗退が、精神論からの脱却・科学的な分析など日本サッカーの近代化への転機となった、と回想している。
以降、小沢が主将を務めていた日本代表はしばらく結果はついてこず、東京アジア大会・ローマ五輪とアジア予選で敗退している。このローマ予選敗退が日本サッカー協会に危機感を抱かせ、デットマール・クラマー招集に至った。
1964年東京オリンピック時、代表の主将であり出場が予想されたが、若返りすべきとのクラマーの進言で、最終的に落選となった。この際の代表スタッフ会議は大激論となっており、当時のメディア関係者の間では予想外の落選と見られていた。五輪では日本のGL第1戦対アルゼンチン代表戦の解説を要請され、複雑な感情のまま試合を見ていたが仲間たちの激闘に感激し試合後のロッカールームに訪れ彼らとたたえたという。
この落選への反骨が日本サッカーリーグ(JSL)時の快進撃に繋がることになる。

### 東洋工業/マツダ
1965年、JSLが始まると東洋工業ではフルバックとして今西和男・丹羽洋介・桑原弘之とともに守備ラインを形成し、松本育夫、小城得達、桑原楽之らと共にリーグ無敗優勝に貢献する。1966年にコーチ兼任選手、この年会社の上司から「そろそろ仕事をするときじゃないか」と言われ現役を引退した。選手引退後も東洋工業コーチとして活躍した。
その後は社員として東洋工業/マツダに勤務した。1970年前後には海外勤務となり、オーストラリアのメルボルンに1年、北米マツダ副社長 としてロサンゼルスに3年在住した。その後帰国し、取締役総務部長 に就任した後、マツダを辞めてマツダレンタリース社長に就任した。
サッカー部との関わりは1984年、マツダSCのJSL2部降格を受けサッカー部部長に就任し、マツダSCプロ化（サンフレッチェ広島）誕生前年の1991年まで務めた。また、Jリーグ入りに向け、日本サッカー協会の長沼健や川淵三郎らと交渉を行いサンフレッチェ広島誕生に貢献した。

### 指導者として
1950年代後半から始まった東洋工業蹴球部選手による広島市内の学校でのサッカー指導に参加し、当時高校生だった野村六彦や今西和男を指導している。また上記の通り現役引退後は東洋工業のコーチを務めていた。
蹴球部を離れた後もサッカー指導者として活躍していた。メルボルンへ海外勤務していた時期に現地の日本人の子どもを指導している。
帰国後、1975年より安芸郡府中町に設立された安芸府中サッカースポーツ少年団で総監督に就任する。現在もコーチとして小学生の指導にあたり、2014年現在で2,000人以上教えており、教え子には梅田直哉や宮本卓也 らプロのサッカー選手も誕生している。

## エピソード
- 松本育夫を東洋工業入団に導いたのは小沢である[16]。元々古河電工入団がほぼ決まっていた所に古河の業績悪化に伴い内定が消え、そこに当時日本代表キャプテンだった小沢が東洋工業に誘ったことで実現した[16]。
- 広島カープで現役引退した上田利治は東洋工業社員として働く気であったが松田恒次社長に諭され1962年カープ専任コーチに就いた。そのコーチになる前に松田社長に勧められて東洋工業の管理職幹部候補生の研究会を受講した。その時の講師の一人が当時現役日本代表の小沢であり、団体競技におけるリーダーシップやコミュニケーションなど経験論に基づいて指導した。上田は研究会で特に印象に残った講義として小沢の名を挙げている[17]。

## 略歴
- 1948年 - 1950年 : 栃木県立宇都宮高等学校
- 1951年 - 1954年 : 東京教育大学（現筑波大学）
- 1955年 - 1967年 : 東洋工業
- 196?年 - ?年 : 東洋工業コーチ
- 1975年 - 現在 : 安芸府中サッカースポーツ少年団コーチ

## 個人成績
| 国内大会個人成績 | 国内大会個人成績 | 国内大会個人成績 | 国内大会個人成績 | 国内大会個人成績 | 国内大会個人成績 | 国内大会個人成績 | 国内大会個人成績 | 国内大会個人成績 | 国内大会個人成績 | 国内大会個人成績 | 国内大会個人成績 |
| 年度             | クラブ           | 背番号           | リーグ           | リーグ戦         | リーグ戦         | リーグ杯         | リーグ杯         | オープン杯       | オープン杯       | 期間通算         | 期間通算         |
| 年度             | クラブ           | 背番号           | リーグ           | 出場             | 得点             | 出場             | 得点             | 出場             | 得点             | 出場             | 得点             |
| 日本             | 日本             | 日本             | 日本             | リーグ戦         | リーグ戦         | -                | -                | 天皇杯           | 天皇杯           | 期間通算         | 期間通算         |
| ---------------- | ---------------- | ---------------- | ---------------- | ---------------- | ---------------- | ---------------- | ---------------- | ---------------- | ---------------- | ---------------- | ---------------- |
| 1965             | 東洋             | 5                | JSL              |                  |                  | -                | -                |                  |                  |                  |                  |
| 1966             | 東洋             | 5                | JSL              |                  |                  | -                | -                |                  |                  |                  |                  |
| 1967             | 東洋             | 5                | JSL              |                  |                  | -                | -                |                  |                  |                  |                  |
| 通算             | 日本             | 日本             | JSL              |                  |                  | -                | -                |                  |                  |                  |                  |
| 総通算           | 総通算           | 総通算           | 総通算           |                  |                  | -                | -                |                  |                  |                  |                  |

## 個人タイトル
1962年 : 日本年間最優秀選手賞

## 代表歴

### 出場大会
- メルボルンオリンピック
- アジア競技大会(1958,1962)
- ローマオリンピック予選
- 1962 FIFAワールドカップ・予選

### 試合数
- 国際Aマッチ 36試合 0得点(1956-1964)[1]

| 日本代表 | 国際Aマッチ | 国際Aマッチ | その他 | その他 | 期間通算 | 期間通算 |
| 年       | 出場        | 得点        | 出場   | 得点   | 出場     | 得点     |
| -------- | ----------- | ----------- | ------ | ------ | -------- | -------- |
| 1956     | 3           | 0           | 3      | 0      | 6        | 0        |
| 1957     | 0           | 0           | 7      | 0      | 7        | 0        |
| 1958     | 4           | 0           | 1      | 0      | 5        | 0        |
| 1959     | 9           | 0           | 5      | 0      | 14       | 0        |
| 1960     | 1           | 0           | 13     | 0      | 14       | 0        |
| 1961     | 6           | 0           | 2      | 0      | 8        | 0        |
| 1962     | 7           | 0           | 5      | 0      | 12       | 0        |
| 1963     | 5           | 0           | 9      | 0      | 14       | 0        |
| 1964     | 1           | 0           | 10     | 0      | 11       | 0        |
| 通算     | 36          | 0           | 55     | 0      | 91       | 0        |

### 出場
| No. | 開催日         | 開催都市         | スタジアム                 | 対戦相手             | 結果       | 監督                             | 大会               |
| --- | -------------- | ---------------- | -------------------------- | -------------------- | ---------- | -------------------------------- | ------------------ |
| 1.  | 1956年06月03日 | 東京都           | 後楽園競輪場               | 韓国                 | ○2-0       | 竹腰重丸                         | オリンピック予選   |
| 2.  | 1956年06月10日 | 東京都           | 後楽園競輪場               | 韓国                 | ●0-2(延長) | 竹腰重丸                         | オリンピック予選   |
| 3.  | 1956年11月27日 | メルボルン       |                            | オーストラリア       | ●0-2       | 竹腰重丸                         | オリンピック       |
| 4.  | 1958年05月26日 | 東京都           | 東京蹴球場                 | フィリピン           | ●0-1       | 川本泰三                         | アジア大会         |
| 5.  | 1958年05月28日 | 東京都           | 国立霞ヶ丘競技場陸上競技場 | 香港                 | ●0-2       | 川本泰三                         | アジア大会         |
| 6.  | 1958年12月25日 | 香港             |                            | 香港                 | ●2-5       | 竹腰重丸                         | 国際親善試合       |
| 7.  | 1958年12月28日 | クアラルンプール |                            | マラヤ               | ●2-6       | 竹腰重丸                         | 国際親善試合       |
| 8.  | 1959年01月04日 | ペナン           |                            | マラヤ               | ○3-1       | 竹腰重丸                         | 国際親善試合       |
| 9.  | 1959年01月10日 | シンガポール     |                            | シンガポール         | ○4-3       | 竹腰重丸                         | 国際親善試合       |
| 10. | 1959年08月31日 | クアラルンプール |                            | 香港                 | △1-1(延長) | 竹腰重丸                         | ムルデカ大会       |
| 11. | 1959年09月02日 | クアラルンプール |                            | 香港                 | ●2-4       | 竹腰重丸                         | ムルデカ大会       |
| 12. | 1959年09月03日 | クアラルンプール |                            | シンガポール         | ○4-1       | 竹腰重丸                         | ムルデカ大会       |
| 13. | 1959年09月05日 | クアラルンプール |                            | 韓国                 | △0-0       | 竹腰重丸                         | ムルデカ大会       |
| 14. | 1959年09月06日 | クアラルンプール |                            | 韓国                 | ●1-3       | 竹腰重丸                         | ムルデカ大会       |
| 15. | 1959年12月13日 | 東京都           | 後楽園競輪場               | 韓国                 | ●0-2       | 竹腰重丸                         | オリンピック予選   |
| 16. | 1959年12月20日 | 東京都           | 後楽園競輪場               | 韓国                 | ○1-0       | 竹腰重丸                         | オリンピック予選   |
| 17. | 1960年11月06日 | ソウル           |                            | 韓国                 | ●1-2       | デットマール・クラマー（コーチ） | ワールドカップ予選 |
| 18. | 1961年05月28日 | 東京都           | 国立霞ヶ丘競技場陸上競技場 | マラヤ               | ○3-2       | 高橋英辰                         | 国際親善試合       |
| 19. | 1961年06月11日 | 東京都           | 国立霞ヶ丘競技場陸上競技場 | 韓国                 | ●0-2       | 高橋英辰                         | ワールドカップ予選 |
| 20. | 1961年08月02日 | クアラルンプール |                            | マラヤ               | ●2-3       | 高橋英辰                         | ムルデカ大会       |
| 21. | 1961年08月06日 | クアラルンプール |                            | インド               | ○3-1       | 高橋英辰                         | ムルデカ大会       |
| 22. | 1961年08月10日 | クアラルンプール |                            | 南ベトナム           | ●2-3       | 高橋英辰                         | ムルデカ大会       |
| 23. | 1961年11月28日 | 東京都           | 国立霞ヶ丘競技場陸上競技場 | ユーゴスラビア       | ●0-1       | 高橋英辰                         | 国際親善試合       |
| 24. | 1962年08月25日 | インドネシア     |                            | タイ                 | ○3-1       | 高橋英辰                         | アジア大会         |
| 25. | 1962年08月29日 | インドネシア     |                            | インド               | ●0-2       | 高橋英辰                         | アジア大会         |
| 26. | 1962年08月30日 | インドネシア     |                            | 韓国                 | ●0-1       | 高橋英辰                         | アジア大会         |
| 27. | 1962年09月08日 | クアラルンプール |                            | マラヤ               | △2-2       | 高橋英辰                         | ムルデカ大会       |
| 28. | 1962年09月12日 | クアラルンプール |                            | パキスタン           | △1-1       | 高橋英辰                         | ムルデカ大会       |
| 29. | 1962年09月15日 | クアラルンプール |                            | ビルマ               | ●1-3       | 高橋英辰                         | ムルデカ大会       |
| 30. | 1962年09月21日 | シンガポール     |                            | シンガポール         | ●1-2       | 高橋英辰                         | 国際親善試合       |
| 31. | 1963年08月08日 | クアラルンプール |                            | マレーシア           | ○4-3       | 長沼健                           | ムルデカ大会       |
| 32. | 1963年08月10日 | クアラルンプール |                            | タイ                 | ○4-1       | 長沼健                           | ムルデカ大会       |
| 33. | 1963年08月12日 | クアラルンプール |                            | 南ベトナム           | ○5-1       | 長沼健                           | ムルデカ大会       |
| 34. | 1963年08月13日 | クアラルンプール |                            | 韓国                 | △1-1       | 長沼健                           | ムルデカ大会       |
| 35. | 1963年08月15日 | クアラルンプール |                            | チャイニーズタイペイ | ●0-2       | 長沼健                           | ムルデカ大会       |
| 36. | 1964年03月03日 | シンガポール     |                            | シンガポール         | ○2-1       | 長沼健                           | 国際親善試合       |

## 参考資料
- 代表タイムライン - 日本サッカー協会
- 賀川サッカーライブラリー
  - “50年前の代表の守りを支え、東洋工業黄金期を経てサンフレッチェの基礎を築いたサッカー人　小沢通宏（上）”.   賀川サッカーライブラリー. 2015年10月14日閲覧。
  - “韓国の猛攻を食い止め　メルボルン・オリンピック出場に導いたDF　小沢通宏（中）”.   賀川サッカーライブラリー. 2015年10月14日閲覧。
  - ““東京”の選考はもれたがアマの東洋工、プロのサンフレッチェを日本一に　小沢通宏（下）”.   賀川サッカーライブラリー. 2015年10月14日閲覧。